# Comisionado de las Islas Georgias del Sur y Sandwich del Sur
El Comisionado de las Islas Georgias del Sur y Sandwich del Sur es el representante de la Corona británica en territorio de ultramar del Reino Unido de las islas Georgias del Sur y Sandwich del Sur, actuando "en nombre de Su Majestad", como de facto jefe del Estado en la ausencia de la monarca británica. El puesto se lleva a cabo en conjunto con la Gobernación de las Islas Malvinas.

## Características

Bandera para el comisionado entre 1992 y 1999.

El puesto fue creado en 1985 cuando el Reino Unido separó las islas Georgias del Sur y Sandwich del Sur de las Dependencias de las Islas Malvinas para crear un nuevo territorio británico de ultramar. Como el territorio no tiene habitantes nativos, y la única población es la guarnición militar de la base King Edward Point, y los científicos del British Antarctic Survey, no hubo nombramiento de un gobernador. En su lugar se creó el cargo de Comisionado, la práctica habitual para un territorio deshabitado. Para el cargo se eligió al gobernador colonial británico de las Malvinas, ya que es el territorio británico más cercano y la presencia de la Marina Británica en el Atlántico Sur permite al Comisionado ser transportado al territorio con relativa rapidez si es necesario.
El Comisionado conserva las mismas facultades de un Gobernador, y es responsable de los asuntos internos en el territorio. El gobierno británico tiene la responsabilidad de la defensa y las relaciones internacionales. El Comisionado tiene su propia bandera para el territorio, una Unión Jack desfigurada con el escudo de armas del territorio. La enseña para el Comisionado fue autorizada y creada el 14 de febrero de 1992.

## Lista de comisionados
| Desde | Hasta       | Nombre                           |
| ----- | ----------- | -------------------------------- |
| 1985  | 1988        | Gordon Wesley Jewkes             |
| 1988  | 1991        | William Hugh Fullerton           |
| 1991  | 1996        | David Everard Tatham             |
| 1996  | 1999        | Richard Peter Ralph              |
| 1999  | 2002        | Donald Alexander Lamont          |
| 2002  | 2002        | Russ Jarvis (interino)           |
| 2002  | 2006        | Howard John Stredder Pearce, CMG |
| 2006  | 2006        | Harriet Hall (interino)          |
| 2006  | 2010        | Alan Edden Huckle                |
| 2010  | 2014        | Nigel Haywood                    |
| 2014  | 2017        | Colin Roberts                    |
| 2017  | 2022        | Nigel Phillips                   |
| 2022  | en el cargo | Alison Blake                     |